# إدارة أورورو
إدارة أورورو هي إدارة في بوليفيا، عاصمتها أورورو .

## جغرافيا
تقع الإدارة في وسط غرب بوليفيا، تبلغ مساحتها 53٬588٫0 كيلومتر مربع.

## ديموغرافيا
بلغ عدد سكانها 494٬587 نسمة، في 2012، 

## الموقع
تشترك في الحدود مع:
- إدارة لا باز
- إقليم أريكا وبارينكوتا
- إدارة بوتوسي
- إدارة كوتشابامبا
- إقليم تاراباكا.

## التقسيمات الإدارية
- Sabaya Province [الإنجليزية]‏
- Carangas Province [الإنجليزية]‏
- Cercado Province (Oruro) [الإنجليزية]‏
- Eduardo Abaroa Province [الإنجليزية]‏
- Ladislao Cabrera Province [الإنجليزية]‏
- Litoral (Bolivia) [الإنجليزية]‏
- Nor Carangas Province [الإنجليزية]‏
- Pantaleón Dalence Province [الإنجليزية]‏
- Poopó Province [الإنجليزية]‏
- Puerto de Mejillones Province [الإنجليزية]‏
- ساجاما (بوليفيا)
- San Pedro de Totora Province [الإنجليزية]‏
- Saucarí Province [الإنجليزية]‏
- Sebastián Pagador Province [الإنجليزية]‏
- Sud Carangas Province [الإنجليزية]‏
- Tomas Barrón Province [الإنجليزية]‏.